# Neuhauser Moos-Mollenweiher
Das Gebiet Neuhauser Moos-Mollenweiher ist ein mit der Verordnung vom 12. Januar 1989 des Regierungspräsidiums Tübingen ausgewiesenes Naturschutzgebiet (NSG-Nummer 4.149) im Südosten der Gemeinde Vogt im Landkreis Ravensburg in Baden-Württemberg, Deutschland.

## Lage und Beschreibung
Das 26 Hektar große Naturschutzgebiet Neuhauser Moos-Mollenweiher gehört naturräumlich zum Westallgäuer Hügelland. Es liegt etwa 1,7 Kilometer südöstlich der Vogter Ortsmitte auf einer Höhe von rund 670 m ü. NN. Das Gebiet besteht aus drei einzelnen Mooren: das Stocker Moos, das Neuhauser Moos und der vollständig verlandete Mollenweiher. Gräben und Schienen sowie einige kleine Tümpel weisen auf den ehemaligen Torfabbau hin.

## Schutzzweck
Wesentlicher Schutzzweck ist die Erhaltung und teilweise Wiederherstellung des Gebietes als besonders reich strukturierter Komplex verschiedener Feuchtgebiets- und Moortypen und damit als Lebensraum der darauf angewiesenen Fauna und Flora.

## Flora und Fauna

### Flora
Aus der schützenswerten Flora sind folgende Pflanzenarten (Auswahl) zu nennen:
- Bergkiefer (Pinus mugo)
- Mehlprimel oder Mehlige Schlüsselblume (Primula farinosa)
- Moor-Birke (Betula pubescens), auch als Haar-, Besen- oder Behaarte Birke bezeichnet
- Rostrotes Kopfried (Schoenus ferrugineus)

### Fauna
Als Lebensraum verschiedener Amphibien- und Libellenarten dienen die im Gebiet verbreiteten, ehemaligen Torfstiche. Ebenso sind fast alle charakteristischen Heuschreckenarten der Feuchtgebiete des Alpenvorlandes im Naturschutzgebiet vertreten.